# Morbillivirus

Schemazeichnung eines Virions der Gattung Morbillivirus (Querschnitt)

Genomkarte der Gattung Morbillivirus

Morbillivirus ist eine Virus-Gattung der Familie Paramyxoviridae, Ordnung Mononegavirales. Es handelt sich um hochansteckende behüllte Viren mit einem helikalen Kapsid. Das Genom besteht aus einer einzelsträngigen, nicht-segmentierten RNA mit negativer Polarität (ss(−)RNA). Die Virushülle besitzt sogenannte Spikes, deren Glycoproteine Hämagglutinin-, Neuraminidase- und hämolytische Aktivität besitzen.
Die Virus-Replikation vollzieht sich im Zytoplasma und an der Zellmembran infizierter Zellen.
Morbilliviren sind meist empfindlich gegenüber Wärme, Austrocknung, fettlösenden Stoffen und den meisten Desinfektionsmitteln.

## Systematik
Gattung Morbillivirus
- Spezies Morbillivirus canis (früher Canine morbillivirus) mit
  - Hundestaupevirus (englisch Canine distemper virus, CDV)[5]
- Spezies Morbillivirus caprinae mit
  - Pest der kleinen Wiederkäuer-Virus (französisch Peste-des-petits-ruminants virus, PPRV, en. Small ruminant morbillivirus, Ovine rinderpest virus)
- Spezies Morbillivirus ceti mit
  - Cetacean morbillivirus (CeMV bzw. CeMV-1)[6]
    - Subtyp Delfin-Morbillivirus (Cetacean morbillivirus, DMV)[7][8] – infiziert Stenella coeruleoalba (Blau-Weißer Delfin)[9]
    - Subtyp Schnabelwal-Morbillivirus (Longman's Beaked Whale Morbillivirus, BWMV)[10][8][11] (identisch mit Spezies „Hawaiian cetacean morbillivirus“?)[12] – infiziert Indopacetus pacificus (Longman-Schnabelwal), Maui, Hawaiʻi und 11 weitere Walarten[9]
    - Subtyp Grindwal-Morbillivirus (Pilot whale morbillivirus, PWMV)[13][8][14] – infiziert Globicephala melas (Grindwal)
    - Subtyp Schweinswal-Morbillivirus  (Porpoise morbillivirus, PMV)[15][8] – infiziert Phocoena phocoena (Gewöhnlicher Schweinswal)[9]
- Spezies Morbillivirus felis mit
  - Felines Morbillivirus (en. Feline morbillivirus FeMV, vermutlich Auslöser von Nierenerkrankungen bei Katzen)[16]
- Spezies Morbillivirus hominis (früher Measles morbillivirus) mit
  - Masern-Virus (en. Measles virus, MeV)
- Spezies Morbillivirus pecoris (früher Rinderpest morbillivirus) mit
  - Rinderpest-Virus (Rinderpest virus, RPV)
- Spezies Morbillivirus phocae (früher Phocine morbillivirus) mit
  - Seehund-Staupevirus (en. Phocine distemper virus PDV)[17]
    - Subtyp Phocine distemper virus 1 (PDV-1)
    - Subtyp Phocine distemper virus 2 (PDV-2)
- Spezies „Felines Morbillivirus 2“ („Feline morbillivirus 2“, FeMV 2)[18]
- Spezies „Hawaiian cetacean morbillivirus“ (HMV)[19] (Buckelwal, Pottwal, Ostpazifischer Delfin, Subtyp von CeMV-1?[12])
- Spezies „Cetacean morbillivirus 2“ (CeMV-2)[8]
  - Subtyp Guiana dolphin morbillivirus (GDMV, Brasilien)[14] – infiziert Sotalia guianensis (Guyana-Delfin), Brasilien; möglicherweise auch Eubalaena australis (Südkaper), Brasilien[9]
  - Subtyp Indo-Pacific bottlenose dolphin morbillivirus – infiziert Tursiops aduncus (Indopazifischer Großer Tümmler), Westaustralien; vermutlich auch Tursiops aduncus (Indopazifischer Großer Tümmler, en. Indo-Pacific bottlenose dolphin), Südaustralien[9]
- Spezies „Fraser's dolphin morbillivirus“[20][9] – infiziert Lagenodelphis hosei (Borneodelfin)[9]